# Ljungskile
Ljungskile ( PRONÚNCIA) é uma cidade sueca da província da Bohuslän, na região histórica da Gotalândia. Pertence à comuna de Uddevalla, no condado da Västra Götaland. Possui 3,99 quilômetros quadrados e de acordo com o censo de 2018, havia 3 884 habitantes. Nela passam a linha ferroviária de Bohus e a autoestrada E6. É sede da Escola Superior Popular de Ljungskile e do clube de futebol Ljungskile SK.

## Etimologia e uso
O topônimo Ljungskile deriva possivelmente das palavras ljung (nome de aldeia local - Ljung, ou nome de planta abundante na área – ljung, em português urze) e kile (enseada marítima, no dialeto local).

## Economia
Ljungskile dispõe de várias empresas, entre as quais:
- Starke Arvid, equipamentos ergonómicos para a construção civil[7]
- Resteröds Trikå, empresa têxtil[8]
- Jenving Technology, fábrica de cabos auditivos[9]